# Кераца Петрица
Кераца Петрица (буг. Кераца Петрица) је била бугарска племкиња, сестра Михаила III Шишмана. 

## Биографија
Кераца Петрица је потомак Јована II Асена. Била је сестра Михаила III Шишмана и Белаура, синова деспота Шишмана Видинског и његове супруге непознатог имена, ћерке севастократора Петра и Ане (Теодоре). Била је у сродство са царевима Теодором Светославом и Ђорђем II Тертером. Припадала је католичкој цркви. Шишман и његови синови понели су титулу деспота Видина. Кераца Петрица прелази на православну веру. Замонашила се под именом Теофана. Удала се за Страцимира, кранског деспота. Имали су петоро деце. 

## Потомство
Страцимир и Кераца су имали петоро деце:
- Јован Александар (умро 17. фебруара 1331), бугарски цар (1331—1371)
- Јелена Страцимировић (око 1310. - 11. јул 1374), српска краљица и царица (1331—1355), владарка Серске области (1355—1365)
- Јован Комнин Асен (умро 1373), деспот Валоне (око 1345. - 1363)
- Михаило, видински деспот
- Теодора, супруга Нићифора Орсинија